# Aleksandros Papamichail
Aleksandros Papamichail, gr. Αλέξανδρος Παπαμιχαήλ (ur. 18 września 1988 w Karditsie) – grecki lekkoatleta specjalizujący się w chodzie sportowym, uczestnik igrzysk olimpijskich, wielokrotny rekordzista kraju.
W 2006 zajął 9. miejsce na mistrzostwach świata juniorów w Pekinie. Piąty chodziarz juniorskich mistrzostw Europy w Hengelo (2007). W 2009 zajął 6. miejsce zarówno na igrzyskach śródziemnomorskich, jak i na młodzieżowym czempionacie Starego Kontynentu. W 2012 był piętnasty w chodzie na 20 kilometrów oraz zajął 24. miejsce na 50 kilometrów podczas igrzysk olimpijskich w Londynie. Szesnasty chodziarz mistrzostw świata w Moskwie (2013).
Wielokrotny złoty medalista mistrzostw Grecji oraz reprezentant kraju w pucharze świata i Europy w chodzie. Złoty medalista mistrzostw krajów bałkańskich.

## Osiągnięcia
| Rok  | Impreza                                | Miejsce              | Konkurencja                 | Lokata      | Wynik    |
| ---- | -------------------------------------- | -------------------- | --------------------------- | ----------- | -------- |
| 2004 | Puchar świata w chodzie sportowym      | Naumburg             | chód na 10 km (juniorów)    | 39. miejsce | 46:53    |
| 2005 | Puchar Europy w chodzie sportowym      | Miszkolc             | chód na 10 km (juniorów)    | 21. miejsce | 45:29    |
| 2006 | Puchar świata w chodzie sportowym      | A Coruña             | chód na 10 km (juniorów)    | 10. miejsce | 43:31    |
| 2006 | Mistrzostwa świata juniorów            | Pekin                | chód na 10 000 m            | 9. miejsce  | 44:36,15 |
| 2007 | Puchar Europy w chodzie sportowym      | Royal Leamington Spa | chód na 10 km (juniorów)    | 13. miejsce | 43:21    |
| 2007 | Mistrzostwa Europy juniorów            | Hengelo              | chód na 10 000 m            | 5. miejsce  | 42:04,57 |
| 2009 | Puchar Europy w chodzie sportowym      | Metz                 | chód na 20 km               | 22. miejsce | 1:33:31  |
| 2009 | Igrzyska śródziemnomorskie             | Pescara              | chód na 20 km               | 6. miejsce  | 1:28:04  |
| 2009 | Młodzieżowe mistrzostwa Europy         | Kowno                | chód na 20 km               | 6. miejsce  | 1:25:06  |
| 2012 | Igrzyska olimpijskie                   | Londyn               | chód na 20 km               | 15. miejsce | 1:21:12  |
| 2012 | Igrzyska olimpijskie                   | Londyn               | chód na 50 km               | 24. miejsce | 3:49,56  |
| 2013 | Puchar Europy w chodzie sportowym      | Dudince              | chód na 50 km               | 10. miejsce | 3:51:05  |
| 2013 | Mistrzostwa świata                     | Moskwa               | chód na 20 km               | 16. miejsce | 1:23:48  |
| 2014 | Mistrzostwa Europy                     | Zurych               | chód na 20 km               | –           | DNF      |
| 2014 | Mistrzostwa Europy                     | Zurych               | chód na 50 km               | 13. miejsce | 3:49:58  |
| 2015 | Puchar Europy w chodzie sportowym      | Murcja               | chód na 50 km               | 7. miejsce  | 3:51:38  |
| 2015 | Mistrzostwa świata                     | Pekin                | chód na 20 km               | 26. miejsce | 1:24:11  |
| 2015 | Mistrzostwa świata                     | Pekin                | chód na 50 km               | –           | DNF      |
| 2016 | Drużynowe mistrzostwa świata w chodzie | Rzym                 | chód na 20 km               | 17. miejsce | 1:21:33  |
| 2016 | Igrzyska olimpijskie                   | Rio de Janeiro       | chód na 20 km               | 20. miejsce | 1:21:55  |
| 2016 | Igrzyska olimpijskie                   | Rio de Janeiro       | chód na 50 km               | 28. miejsce | 3:59:21  |
| 2017 | Puchar Europy w chodzie sportowym      | Podiebrady           | chód na 20 km               | 25. miejsce | 1:23:53  |
| 2017 | Mistrzostwa świata                     | Londyn               | chód na 20 km               | 42. miejsce | 1:23:56  |
| 2018 | Mistrzostwa Europy                     | Berlin               | chód na 20 km               | 15. miejsce | 1:22:51  |
| 2019 | Puchar Europy w chodzie                | Olita                | chód na 50 km               | 11. miejsce | 3:56:19  |
| 2019 | Mistrzostwa świata                     | Doha                 | chód na 50 km               | 17. miejsce | 4:22:39  |
| 2021 | Drużynowe mistrzostwa Europy w chodzie | Podiebrady           | chód na 50 km               | –           | DNF      |
| 2021 | Igrzyska olimpijskie                   | Tokio                | chód na 50 km               | 36. miejsce | 4:12:49  |
| 2022 | Mistrzostwa świata                     | Eugene               | chód na 35 km               | 29. miejsce | 2:34:48  |
| 2022 | Mistrzostwa Europy                     | Monachium            | chód na 35 km               | –           | DNF      |
| 2023 | Drużynowe mistrzostwa Europy w chodzie | Podiebrady           | chód na 20 km               | 19. miejsce | 1:24:52  |
| 2023 | Mistrzostwa świata                     | Budapeszt            | chód na 20 km               | 38. miejsce | 1:24:26  |
| 2023 | Mistrzostwa świata                     | Budapeszt            | chód na 35 km               | –           | DNF      |
| 2024 | Drużynowe mistrzostwa świata w chodzie | Antalya              | sztafeta mieszana w chodzie | 36. miejsce | 3:10:11  |
| 2024 | Mistrzostwa Europy                     | Rzym                 | chód na 20 km               | –           | DNF      |
| 2025 | Drużynowe mistrzostwa Europy w chodzie | Podiebrady           | chód na 20 km               | 20. miejsce | 1:23:54  |

## Rekordy życiowe
- Chód na 5000 metrów (hala) – 19:01,44 (2024), rekord Grecji
- Chód na 30 000 metrów – 2:18:02,50 (2012), rekord Grecji
- Chód na 20 kilometrów – 1:21:12 (2012), rekord Grecji
- Chód na 35 kilometrów – 2:34:48 (2022), rekord Grecji
- Chód na 50 kilometrów – 3:49:56 (2012), rekord Grecji